# Gordiichthys leibyi
Gordiichthys leibyi is een straalvinnige vissensoort uit de familie van slangalen (Ophichthidae). De wetenschappelijke naam van de soort is voor het eerst geldig gepubliceerd in 1984 door McCosker & Böhlke.